# Vaurakjaure
Vaurakjaure är en sjö i Kiruna kommun i Lappland och ingår i Torneälvens huvudavrinningsområde. Sjön har en area på 0,2 kvadratkilometer och ligger 926,3 meter över havet. Vaurakjaure ligger i Pältsa Natura 2000-område. Sjön avvattnas av vattendraget Vaurakvielma.

## Delavrinningsområde
Vaurakjaure ingår i det delavrinningsområde (766522-168169) som SMHI kallar för Mynnar i Muonioälven. Medelhöjden är 755 meter över havet och ytan är 26,36 kvadratkilometer. Det finns inga avrinningsområden uppströms utan avrinningsområdet är högsta punkten. Vaurakvielma som avvattnar avrinningsområdet har biflödesordning 3, vilket innebär att vattnet flödar genom totalt 3 vattendrag innan det når havet efter 573 kilometer. Avrinningsområdet består mestadels av kalfjäll (99 procent). Avrinningsområdet har 0,2 kvadratkilometer vattenytor vilket ger det en sjöprocent på 0,8 procent.